# 馬克斯·馮·博克-波拉赫

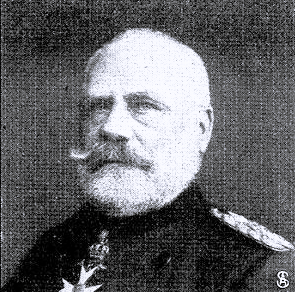
馬克斯·馮·博克－波拉赫

馬克斯·馮·博克－波拉赫（德語：Max von Bock und Polach，1842年9月5日-1915年3月4日）是一名普魯士軍官和陸軍元帥。他在參與了德意志統一的三場王朝戰爭。
馬克斯·馮·博克－波拉赫生於普魯士薩克森省的邁森。1860年，馮·博克－波拉赫與他的兄弟卡爾一起參軍了軍校學生軍，成為第55a步兵團的少尉。1864年，他參加了1866年的德丹戰爭。在普法戰爭期間，他擔任第13師參謀部阿道夫·馮·格呂默中將的副官，並被授予二級鐵十字勳章。
他被提升為上尉軍銜。他從戰爭中歸來，在漢諾威的戰爭學院任教。不久之後，他被調到第16步兵團。1872年，他成為威斯特伐利亞第55步兵團的隨員。
馮·博克－波拉赫於1890年成為少將。一年後他作為高級軍事研究委員會成員和大總參謀部軍需官返回。1893年晉升為中將後，他被任命為駐漢諾威的第20師師長。馮·博克－波拉赫於1897年晉升為步兵上將，即近衛軍總司令。
1902年1月27日至1907年9月10日，他在卡爾斯魯厄領導第十四軍團。1907年，他成為第三軍團在漢諾威視察的總監。1908年9月18日，他被任命為上將。1911年1月1日，他與阿爾弗雷德·馮·施利芬和科爾馬·馮·德·戈爾茨一起被皇帝任命為元帥。1912年秋天，他提交了辭呈，該辭於1912年9月13日生效。